# Резолюция 5 на Съвета за сигурност на ООН
Резолюция 5 на Съвета за сигурност на ООН, приета на 8 май 1946 г., отлага по-нататъшното разглеждане на иранския въпрос, за да се осигури достатъчно време на иранското правителство да се увери, че всички съветски войски са напуснали територията на Иран. Резолюцията изисква от иранското правителство да представи пред Съвета за сигурност доклад, касаещ престоя на Червената армия в страната.
Резолюция 5 е приета с мнозинство от 10 гласа, а съветският представител гласува въздържал се.